# Pavel Richter (lední hokejista)
Pavel Richter (* 5. prosince 1954 Praha) je bývalý československý hokejový útočník, pozdější trenér a hokejový televizní expert.
Do roku 1984 hrál ve Spartě Praha (s výjimkou sezóny 1979/1980 strávené v Dukle Trenčín), následně působil v zahraničních ligách: hrál za EHC Kloten, ESV Kaufbeuren a EHC 80 Nürnberg.
Byl pravidelným účastníkem reprezentačních akcí, ze světových šampionátů má pět medailí, včetně titulu mistra světa z roku 1985. Na ZOH 1984 v Sarajevu pomohl národnímu týmu vybojovat stříbrné medaile.
V roce 2010 byl uveden do Síně slávy českého hokeje.

## Statistiky

### Statistiky reprezentace
| Turnaj             | Místo konání                                     | Z  | G  | A  | B  | Umístění            | Soupisky          |
| ------------------ | ------------------------------------------------ | -- | -- | -- | -- | ------------------- | ----------------- |
| KP 1976            | Severní Amerika                                  | 0  | 0  | 0  | 0  | prohra ve finále    | Soupiska KP 1976  |
| MS 1978            | Československo (Praha)                           | 9  | 2  | 3  | 5  | Stříbrná medaile    | Soupiska MS 1978  |
| MS 1981            | Švédsko (Stockholm a Göteborg)                   | 8  | 4  | 4  | 8  | Bronzová medaile    | Soupiska MS 1981  |
| KP 1981            | Severní Amerika                                  | 3  | 1  | 2  | 3  | prohra v semifinále | Soupiska KP 1981  |
| MS 1982            | Finsko (Tampere a Helsinky)                      | 10 | 2  | 1  | 3  | Stříbrná medaile    | Soupiska MS 1982  |
| MS 1983            | Západní Německo (Mnichov, Dortmund a Düsseldorf) | 10 | 1  | 4  | 5  | Stříbrná medaile    | Soupiska MS 1983  |
| ZOH 1984           | Jugoslávie (Sarajevo)                            | 7  | 2  | 5  | 7  | Stříbrná medaile    | Soupiska ZOH 1984 |
| MS 1985            | Československo (Praha)                           | 10 | 3  | 4  | 7  | Zlatá medaile       | Soupiska MS 1985  |
| Celkem na MS (5x)  |                                                  | 47 | 12 | 16 | 28 |                     |                   |
| Celkem na ZOH (1x) |                                                  | 7  | 2  | 5  | 7  |                     |                   |